# 泛非航空
泛非航空（阿拉伯語：الخطوط الجوية الأفريقية）是一家總部設於利比亞的黎波里的航空公司，提供前往歐洲、非洲和中東超過25個國家的航班服務，其主要基地是米提加國際機場。泛非航空是阿拉伯航空運輸組織和國際航空運輸協會的成員。

## 歷史
泛非航空於2001年4月成立，12月1日正式營運，由利比亞政府全權擁有。營運初期以波音737-400執行航班，至2003年改用全空中巴士機隊。
泛非航空與空中巴士公司簽訂一份諒解備忘錄，採購6架A320及3架A319，另加5架選擇權，及3架A330-200和3架選擇權。此備忘錄是為將來泛非航空擴張的一個起步點。新購的飛架用來國際航線上，開招更多新航點如巴黎、阿姆斯特丹、羅馬、倫敦和布魯塞爾。泛非航空的A319採用雙座級設計，可載124名乘客；而A320則可載150人。A330-20採用三座級設計，可載253人，用在長途航班上，執行歐洲，亞洲和非洲南部的航班。
泛非航空的標誌9.9.99，是指蘇爾特宣言的日期，标志着非洲聯盟的誕生。在2006年，泛非航空的營業額達到120萬美元。
2009年泛非航空接收了兩架A330-200後，便開始提供達卡、約翰尼斯堡和金夏沙航線服務。第三架A330接收後不久便墜毀。
2010年5月12日，編號8U771號的A330-202班機（5A-ONG）由南非約翰內斯堡飛抵的黎波里，在試圖降落的過程中突然墜毀，機上93名乘客及11名機組人員中，僅1名9歲兒童生還，肇事飛機機齡只有8個月。
在2011年，受內戰影響，泛非航空被迫暫停營運。8月25日的黎波里之戰中，一架泛非航空的A300被摧毀，另外一架註冊編號5A-ONH的A330-200亦未能倖免受襲，以及一架註冊編號5A-ONK的A320亦受到輕微損害。

## 通航城市

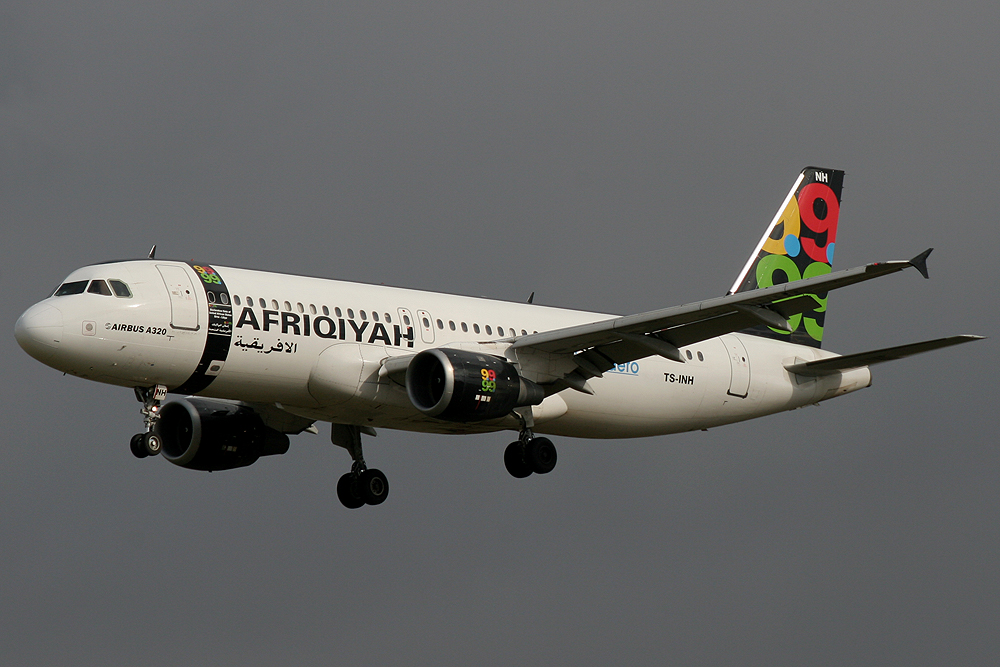
一架泛非航空的A320客機準備在布魯塞爾降落

## 機隊

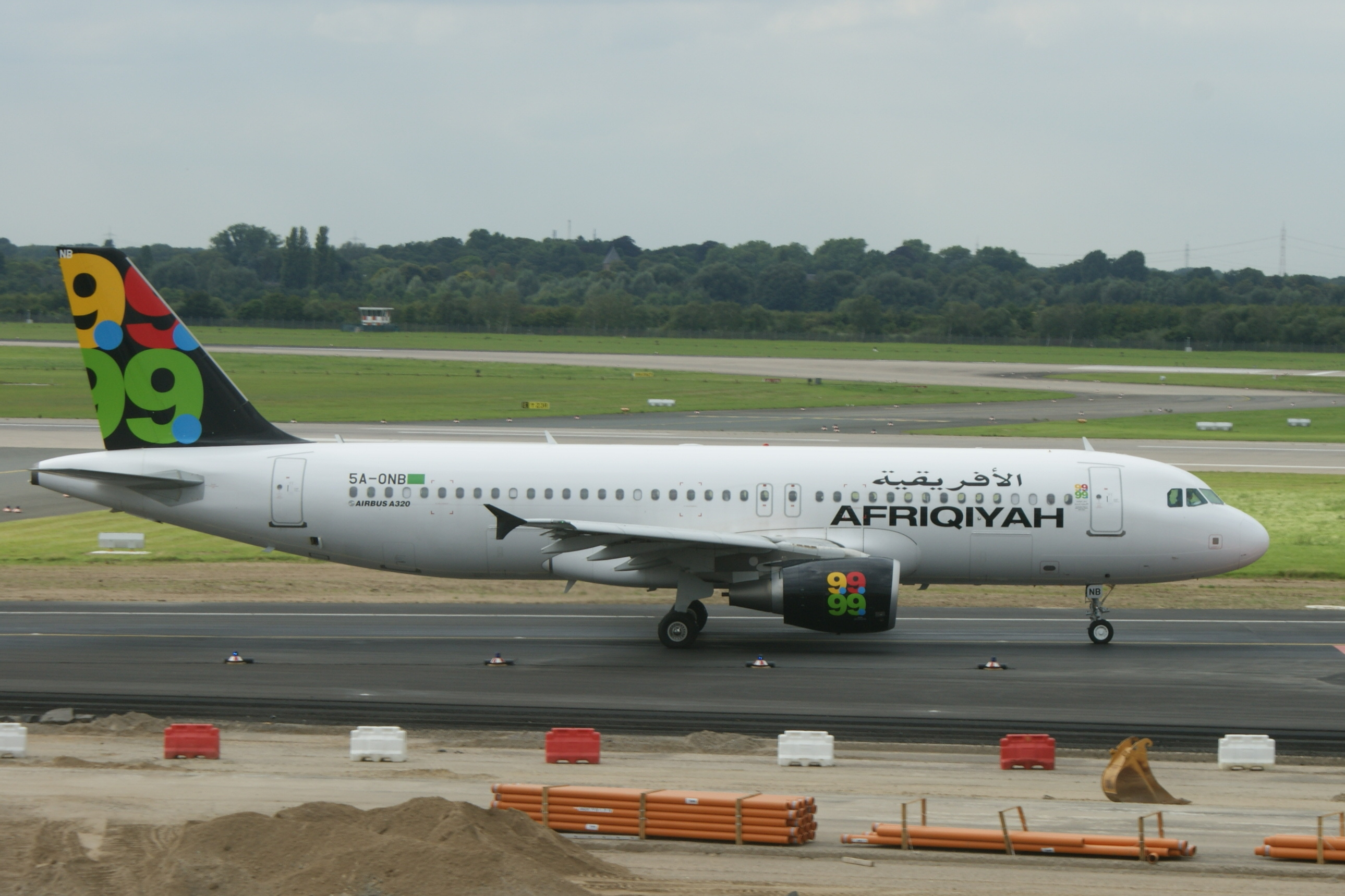
在杜塞爾多夫的泛非航空A320客機

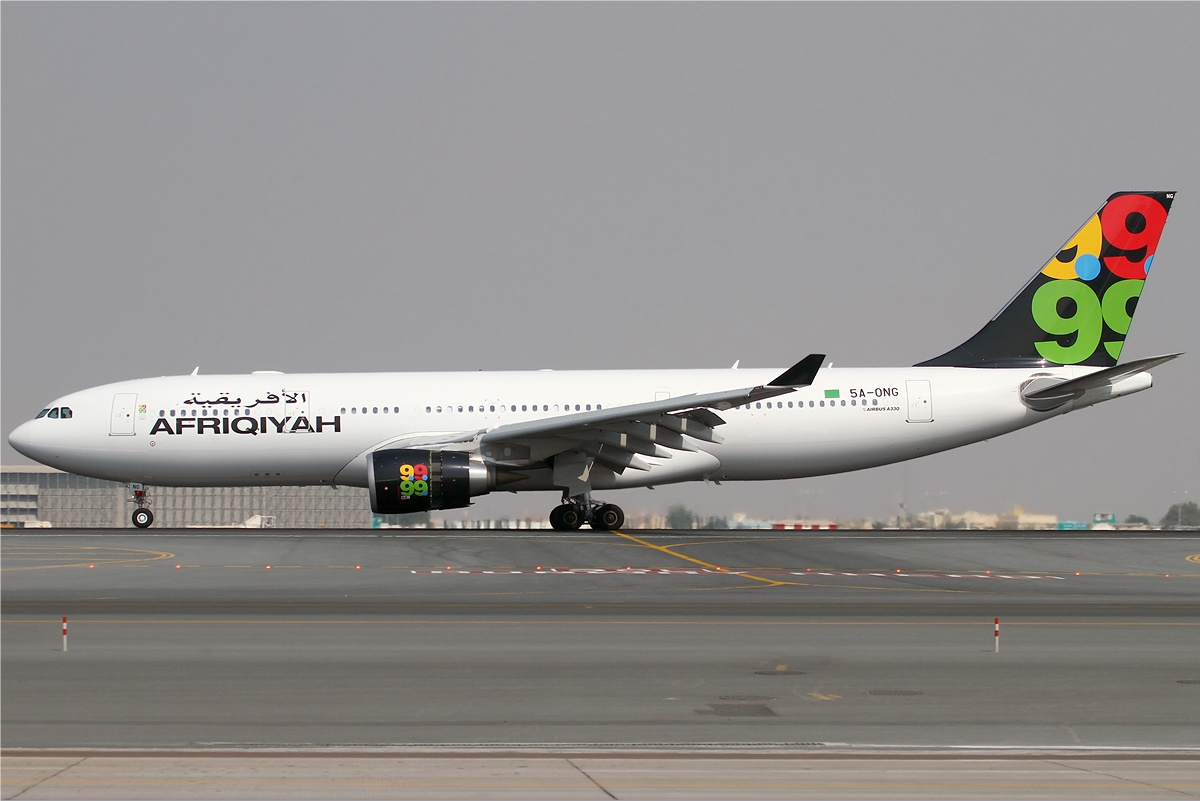
在杜拜的泛非航空A330-200客機，这架飞机于2010年坠毁

截至2023年12月，泛非航空的機隊平均機齡是13.4年，詳情如下：

## 外部連結
- 泛非航空
- 泛非航空機隊資料